# Oulun Palloseura
L'Oulun Palloseura, abbreviato in OPS, è una società sportiva finlandese con sede a Oulu. La società consta delle sezioni calcio, bandy e bowling. La sezione calcistica vanta 2 titoli nazionali e 2 partecipazioni alla Coppa dei Campioni. Milita in Kakkonen, terza serie del campionato finlandese di calcio.

## Storia
L'Oulun Palloseura fu fondato nel 1925 e, a parte la partecipazione alla seconda serie del campionato finlandese nel 1939, disputò i campionati delle serie minori per diversi anni. Nel 1964 tornò a disputare il campionato di seconda divisione, nel quale rimase per dodici stagioni consecutive, finché nel 1975 ottenne la promozione in Mestaruussarja, la massima serie del campionato finlandese. Nel 1979 vinse il campionato per la prima volta nella sua storia, grazie alla vittoria per 1-0 sul KTP all'ultima giornata, che gli permise di mantenere un punto di vantaggio sul KuPS. Nel 1980 l'OPS seppe confermarsi, vincendo il campionato per il secondo anno consecutivo. I due campionati vinti permisero all'OPS di partecipare alla Coppa dei Campioni nelle edizioni 1980-1981 e 1981-1982: in entrambe le edizioni nei sedicesimi di finale affrontò gli inglesi del Liverpool, venendo eliminato. Negli anni successivi le prestazioni dell'OPS calarono e nel 1983 retrocesse in I divisioona, per poi retrocedere l'anno successivo in II divisioona. Dopo aver giocato anche in quarta serie l'OPS tornò a disputare la seconda serie, l'Ykkönen, nel 1996, retrocedendo subito in Kakkonen. Nell'autunno 2002 l'OPS, in difficoltà finanziarie, assieme all'OLS, all'OTP e al Tervarit fondarono l'AC Oulu.
Nel 2005 il FC Dreeverit, squadra di Oulu che disputava il campionato di Kakkonen, chiese e ottenne la possibilità di cambiare denominazione in OPS-jp. Nel 2007 avvenne il cambio di denominazione in Oulun Palloseura Jalkapallo. Nel 2009 la squadra vinse il proprio girone di Kakkonen, venendo promosso in Ykkönen. Nel 2011 la società cambiò ancora denominazione, tornando a Oulun Palloseura, acquisendo il nome e la storia della vecchia società. Nel 2013 l'OPS venne retrocesso dalla Ykkönen alla Kakkonen. Nella stagione 2016 ha vinto il suo girone di Kakkonen, perdendo il successivo spareggio contro l'Honka, ma venendo ammesso in Ykkönen a completamento organico dopo il fallimento del PK-35 Vantaa. Non gli venne concessa la licenza di partecipazione al campionato di Ykkönen per la stagione 2018, venendo così relegato al campionato di Kakkonen.

## Palmarès

### Competizioni nazionali
- Campionato finlandese: 2

1979, 1980
- Kakkonen: 3

1995, 2009, 2016

### Altri piazzamenti
- Ykkönen:

2011

## Statistiche

### Partecipazioni alle coppe europee
L'Oulun Palloseura ha partecipato per 2 stagioni consecutive alla Coppa dei Campioni, in quanto campione di Finlandia. In entrambi i casi l'avversario è stato lo stesso, il Liverpool.
| Stagione | Torneo             | Turno      | Nazione                | Club      | Andata | Ritorno | Totale |
| -------- | ------------------ | ---------- | ---------------------- | --------- | ------ | ------- | ------ |
| 1980-81  | Coppa dei Campioni | Sedicesimi | Inghilterra (bandiera) | Liverpool | 1-1    | 1-10    | 2-11   |
| 1981-82  | Coppa dei Campioni | Sedicesimi | Inghilterra (bandiera) | Liverpool | 0-1    | 0-7     | 0-8    |